# Huanta (provincie)
Huanta is een provincie in de regio Ayacucho in Peru. 

## Aardrijkskunde
De provincie heeft een oppervlakte van 3.879 km² en telt 108.553 inwoners (2015). De hoofdplaats van de provincie is het district Huanta; dit district vormt eveneens de stad (ciudad)  Huanta.

## Bestuurlijke indeling
De provincie Huanta is verdeeld in twaalf districten, UBIGEO tussen haakjes:
- (050402) Ayahuanco
- (050409) Canayre
- (050412) Chaca
- (050403) Huamanguilla
- (050401) Huanta, hoofdplaats van de provincie en deel van de stad (ciudad) Huanta
- (050404) Iguain
- (050408) Llochegua
- (050405) Luricocha
- (050411) Pucacolpa
- (050406) Santillana
- (050407) Sivia
- (050410) Uchuraccay

Cangallo · Huamanga · Huanca Sancos · Huanta · La Mar · Lucanas · Parinacochas · Páucar del Sara Sara · Sucre · Víctor Fajardo · Vilcas Huamán